# FREAK
FREAK (Factoring RSA-EXPORT Keys) è una criticità che affligge i protocolli di sicurezza TLS/SSL, andando a colpire le comunicazioni crittografate di qualsiasi sistema operativo.

## Descrizione
Il funzionamento dell'exploit è avviene in due fasi:
1. nella prima fase il server viene obbligato ad utilizzare una chiave crittografata più debole;
2. nella seconda fase viene decodificata la chiave tramite il metodo bruto nel giro di qualche ora.

Questo permette d'effettuare un attacco man in the middle.

## Storia
Questa falla di sicurezza origina da un'ordinanza emessa dal governo degli Stati Uniti, che proibiva la vendita di prodotti caratterizzati da un'alta protezione, per garantire all'intelligence NSA la possibilità di compromettere le chiavi in tempi ragionevoli in caso di necessità. Questa politica è stata abbandonata verso la fine degli anni novanta, tuttavia il software a bassa protezione (chiavi crittografiche in 512-bit) si è diffuso all'interno di molte piattaforme informatiche adottate in tutto il mondo, portando nel 2015 ad avere una protezione insufficiente.